# 1693

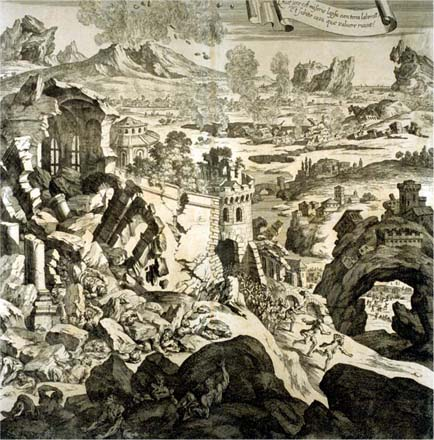
Terremoto na Sicília em 1693. Gravura em cobre de autor anónimo (1696) mostrando zona de Catânia e a erupção do monte Etna.

- Wikisource

| Calendário gregoriano                                                        | 1693 MDCXCIII                       |
| Ab urbe condita                                                              | 2446                                |
| Calendário arménio                                                           | 1142 – 1143                         |
| Calendário bahá'í                                                            | -151 – -150                         |
| Calendário budista                                                           | 2237                                |
| Calendário chinês                                                            | 4389 – 4390 Início a 5 de fevereiro |
| Calendário copta                                                             | 1409 – 1410                         |
| Calendário etíope                                                            | 1685 – 1686                         |
| Calendários hindus - Vikram Samvat - Calendário nacional indiano - Cáli Iuga | 1748 – 1749 1614 – 1615 4793 – 4794 |
| Calendário Holoceno                                                          | 11693                               |
| Calendário islâmico                                                          | 1104 – 1106                         |
| Calendário judaico                                                           | 5453 – 5454                         |
| Calendário persa                                                             | 1071 – 1072                         |
| Calendário rúnico                                                            | 1943                                |
| Calendário solar tailandês                                                   | 2236                                |

1693 (MDCXCIII, na numeração romana)  foi um ano comum do século XVII do actual Calendário Gregoriano, da Era de Cristo, e a sua letra dominical foi D (53 semanas), teve início a uma quinta-feira e terminou também a uma quinta-feira.
| Ano completo                        |
| ----------------------------------- |
| Ano comum com início à quinta-feira |

## Eventos
- 11 de janeiro - Terremoto atinge a Sicília e mais de 60 aldeias e povoados, causando a morte de 50 mil pessoas.
- 29 de março - elevação do povoado de Nossa Senhora da Luz e Bom Jesus dos Pinhais à categoria de vila - atual cidade de Curitiba, capital do estado brasileiro do Paraná.
- 31 de outubro - Enforcamento histórico das três irmãs Sanderson - condenadas à morte por bruxaria - em Gallows Hill, na cidade de Salém, estado norte-americano de Massachusetts.
- Naufrágio na costa da ilha de Santa Maria, Açores da nau "Santo Christo Caravaer".
- Antônio Rodrigues Arzão descobriu ouro em Cataguazes, perto de onde hoje é a cidade mineira de Sabará.
- Fundação da cidade de Curitiba atual capital do Paraná.

## Nascimentos
- 3 de março - James Bradley, astrônomo inglês (m. 1762)
- 7 de Março - Papa Clemente XIII (m. 1769)